# Григорий II (митрополит Унгро-Валахийский)
Григорий II (ок. 1710 — 18 сентября 1787, Бухарест) — румынский епископ Константинопольского патриархата, митрополит Унгро-Валахийский с 28 июля 1760 по 1770 и с 1774 по 28 сентября 1787.

## Биография
Учился в Академии святого Саввы в Бухаресте. Был настоятелем бухарестского монастыря Колця (от которого ныне осталась лишь церковь Колця), исполнял послушание екклисиарха в митрополичьем соборе Святых Константина и Елены. В 1748—1760 титулярный митрополит Мир Ликийских. В это же время был духовником валашского господаря Константина Маврокордата. 28 июля 1760 переведён на кафедру Унгро-Валахийской митрополии. В 1769—1770 принял участие в посольстве Валашского княжества к российской императрице Екатерине II.
Оттоманская Порта, находившаяся в состоянии войны с Россией (1768—1774), поставила вместо Григория III Гики нового господаря — Эммануила Россете (май 1770 — октябрь 1771), во время краткого правления которого престол Унгро-Валахийской митрополии занимал бывший епископ Рымникский Григорий (Сокотяну). После взятия Бухареста русскими войсками Григорий II вновь занял кафедру.